# Avima subparamera
Avima subparamera is een hooiwagen uit de familie Agoristenidae.